# Площадь Мицкевича (Львов)
Пло́щадь Мицке́вича (укр. Площа Міцкевича) — одна из центральных площадей Львова (Украина).

## История
Согласно исследованию Я. Витвицкого, на территории нынешней площади Мицкевича в период Речи Посполитой находился ряд фортификационных сооружений: башни резников, бондарей и кожевенников, бастионы Фарский и Змеиный (он же Водный), отрезок Высокой стены и земляного вала. Эти укрепления были снесены в конце XVIII века австрийскими властями, а с начала XIX века площадь начала застраиваться. Эту территорию осушили, через протекавшую здесь реку Полтву перебросили два моста в 1840 году. Таким образом сформировалась площадь эрцгерцога Фердинанда, названная так в честь Фердинанда д’Эсте, австрийского наместника провинции Галиция и Лодомерия в 1832—1846 годах. Название Фердинанд-плац (площадь Фердинанда) территория получила с 29 июня 1843 года.
В 1848 году, во время революции в Австрии, здесь проходили демонстрации львовских студентов. А уже в 1851 году именно здесь проходила встреча горожанами австрийского императора Франца Иосифа I, в честь которого была установлена арка. В 1856 году была предпринята попытка проводить на площади ярмарки.
В 1862 году на площади на средства графини Северины Бадени поставили мраморную статую Девы Марии. В 1904 году она обрамлена фонтаном. Круглый в плане бассейн сложен из камня, фонтан украшен масками дельфинов. В 1950 году статуя была снесена, и фонтан стал «дельфинным». В 1997 году дельфины удалены, установлена копия оригинальной статуи Девы Марии. Мраморный оригинал скульптуры работы И. Гауптмана (1859) находится в церкви Святого Андрея, бывшем костёле монастыря бернардинцев.
Площадь с 1871 года стала называться Марийской или Марьяцкой — по памятнику Девы Марии. В 1904 году был установлен памятник Адаму Мицкевичу работы А. Попеля. Благодаря памятнику Мицкевичу площадь получила своё нынешнее имя[когда?].
На месте дома 1/2 ещё с 1812 года существовала гостиница «De Russie» (с середины XIX века — «George»), в которой останавливались Оноре де Бальзак, Этель Лилиан Войнич, Ференц Лист, Морис Равель, персидский шах Музаффар эд-Дин. Здесь также размещалась штаб-квартира Юзефа Бема. В 1899 году это здание было снесено, и в 1900 году было построено новое здание гостиницы «Жорж» (авторы проекта — австрийские архитекторы Одесского оперного и Черновицкого музыкально-драматического театров Фердинанд Фельнер и Герман Гельмер.
Дом № 4 — бывшая гостиница «Европейская» («Hotel d`Europe»). В 1930-е годы она была основательно перестроена в стиле функционализма. В советские времена она называлась «Украина». Сейчас зданию вернули вид конца 19 — начала 20 века, и в нём находится банк. В этом отеле останавливались в 1891 году украинские поэтессы Елена Пчилка и её дочь Леся Украинка, в 1902 году — польская писательница Мария Конопницкая.
В 1980-х, во время зарождения польского движения «Солидарность», на площади Мицкевича возле памятника поэту прошла антисоветская демонстрация поляков-студентов львовских вузов.
В 1991 году пожар уничтожил дом № 10, произошёл обвал дома № 8. В 1996 году «Укрсоцбанк» приобрёл участок и построил здание львовского филиала.